# Josip Bandera
Josip Bandera (Beli, Cres, 8. srpnja 1914. – Krk, 3. lipnja 2016.) bio je hrvatski rimokatolički svećenik.

## Životopis
Rodio se je u Belome na otoku Cresu 1914. godine. 
Za svećenika se je zaredio 16. lipnja 1940. godine. Zaredio ga je zadarski nadbiskup Petar Dujam Munzani. Događaj zaređenja prošao je u neredovitim uvjetima. Bila su obvezna zamračenja zbog straha od zrakoplova. Bandera i ostali zaredili su se u 4 ujutro u poluzamračenoj kapeli zadarskog sjemeništa, a odmah nakon što su se zaredili, zaređenici su se ukrcali u brod koji je plovio put Rijeke i poslije otplovio prmea Belom. 
Mladu misu slavio je 23. lipnja. Potom se je vratio u Zadar gdje je obnašao razne službe. Iste 1940. imenovan je za župnika u Orlecu i Vrani na Cresu. Župnikovao je ondje cijelo vrijeme Drugog svjetskog rata i poraća. Iako su to bila vremena kad su mnogi napustili otok, Bandera je ostao, iako mu je i sam zadarski nadbiskup dao mogućnost odlučiti hoće li ostati ili otići. 1949. godine imenovan je za župnika u rodnom Belom te za župnog upravitelja u susjednim župama Dragozetićima i Predošćice. O te je tri župe creske Tramuntane pastoralno, sve u Krčkoj biskupiji, skrbio pune 62 godine. Kao mladi svećenik na noge je prelazio 16 km puta između svojih župa. Poslije je išao na konju, a u 70-im su ga godinama župljani prevozili automobilom. Misu je redovno služio sve do pada i loma kuka 2011., otkad je u invalidskim kolicima, nakon čega je umirovljen. Poznat je i po tome što i u 101. godini svakodnevno redovito služi misu. 
U doba jugokomunističke vlasti bio je proganjan zbog svoje dosljednosti kršćanskim uvjerenjima. Kad je organizirao neprijavljenu procesiju (djeca su prenosila kip Majke Božje iz kuće u kuću) Marijanske 1954. godine, dobio je mjesec dana zatvorske kazne. Bandera je svjedočio da su vlasti nalazile razne načina za ga proganjati i mučiti te da je bio spreman na sve, jer su mu kolege svećenici prolazili i sa znatno dužim zatvorom i batinanjem do krvi. 

## Citati
- »Svećenik treba biti uvijek na usluzi Bogu i za one koji u svojem svakodnevnom životu ne osjećaju taj poziv. Svećenik treba najprije svojim životom, a zatim svojim služenjem drugima opravdati svoj poziv. A ljudi očekuju mnogo i uvijek mjere koliko su dobili.«(O svećeništvu.)
- »Bog mi je dao sve te godine da još nešto učinim, ali i da popravim ono u čemu sam pogriješio i d se pomirim s Bogom i bližnjima.«(O svojoj visokoj dobi.)
- »...prisutne su (napasti) jer ljubiti svakoga, pa i onoga tko ti nije simpatičan, nije lako.«(O ljudskim napastima.)
- »Treba uzeti problem po problem. Nije lako danas mladima, svijet današnjice nije kao nekad, sve se izmijenilo. Ima nešto i dobroga, ali puno toga smo izgubili. Ne znam jesu li ljudi više iskreni jedan prema drugome. Kad su ludi iskreni jedan prema drugome, svi se problemi mogu riješiti.«(Na pitanje što bi savjetovao mladima.)
- »Što to znači nova evangelizacija? Evangelizacija je uvijek ista jer je evanđelje uvijek isto, samo ga treba znati danas prenijeti, dokazati da je potrebno, da je uspješno, da je dobro, da spašava.«(O novoj evangelizaciji.)
- »Evanđelje je Božja ponuda za naše spasenje, a tvoje je prihvatiti ga najbolje što možeš. Evanđelje je kompletan Božji zakon, savršen u svemu. A mi nismo savršeni pa ga ne možemo u cijelosti održavati.«(O Evanđelju.)

## Nagrade i priznanja
- 1959.: naslov monsinjora, od kada ga je papa Ivan XXIII. imenovao kapelanom Njegove Svetosti
- 1990.: začasni kanonik Stolnoga kaptola u Krku
- 2000.: Red Danice hrvatske s likom Katarine Zrinske za osobit doprinos svećeničkom, kulturnom i društvenom djelovanju, odlukom predsjednika Stjepana Mesića
- 2004.: naslov apostolskog protonotara, naslov kojim Sveti Otac odlikuje istaknute i zaslužne svećenike, dodijelio papa Ivan Pavao II.
- 2007.: Priznanje Frane Petrića, najviše gradsko priznanje grada Cresa, za osobit doprinos ugledu i razvoju grada Cresa, a posebno i za očuvanje tradicije među stanovnicima Tramuntane